# Museu de Belles Arts de Virgínia
El Museu de Belles Arts de Virgínia o Virgínia Museum of Fine Arts és un museu d'art situat a la ciutat de Richmond a l'estat de Virgínia (Estats Units) que n'és el propietari.
L'edifici del museu va ser dissenyat el 1934 per l’arquitecte nord-americà Merrill Lee i el museu es va inaugurar el 1936.
El 1947, la donació de l'empresari nord-americà John Lee Pratt va incloure, entre altres coses, cinc ous Fabergé.

## Galeria

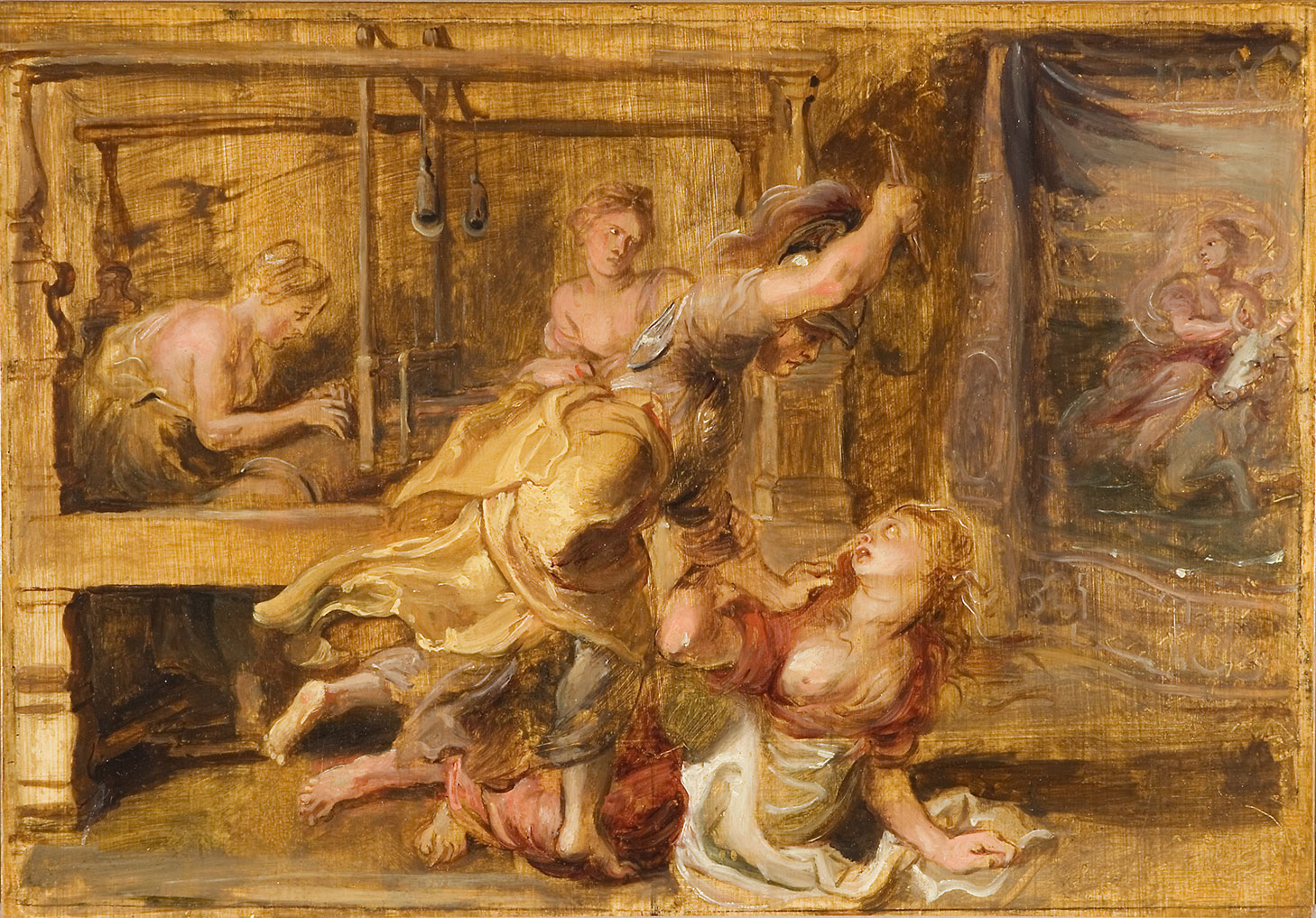
Peter Paul Rubens, Study Pallas and Arachne, 1636–37
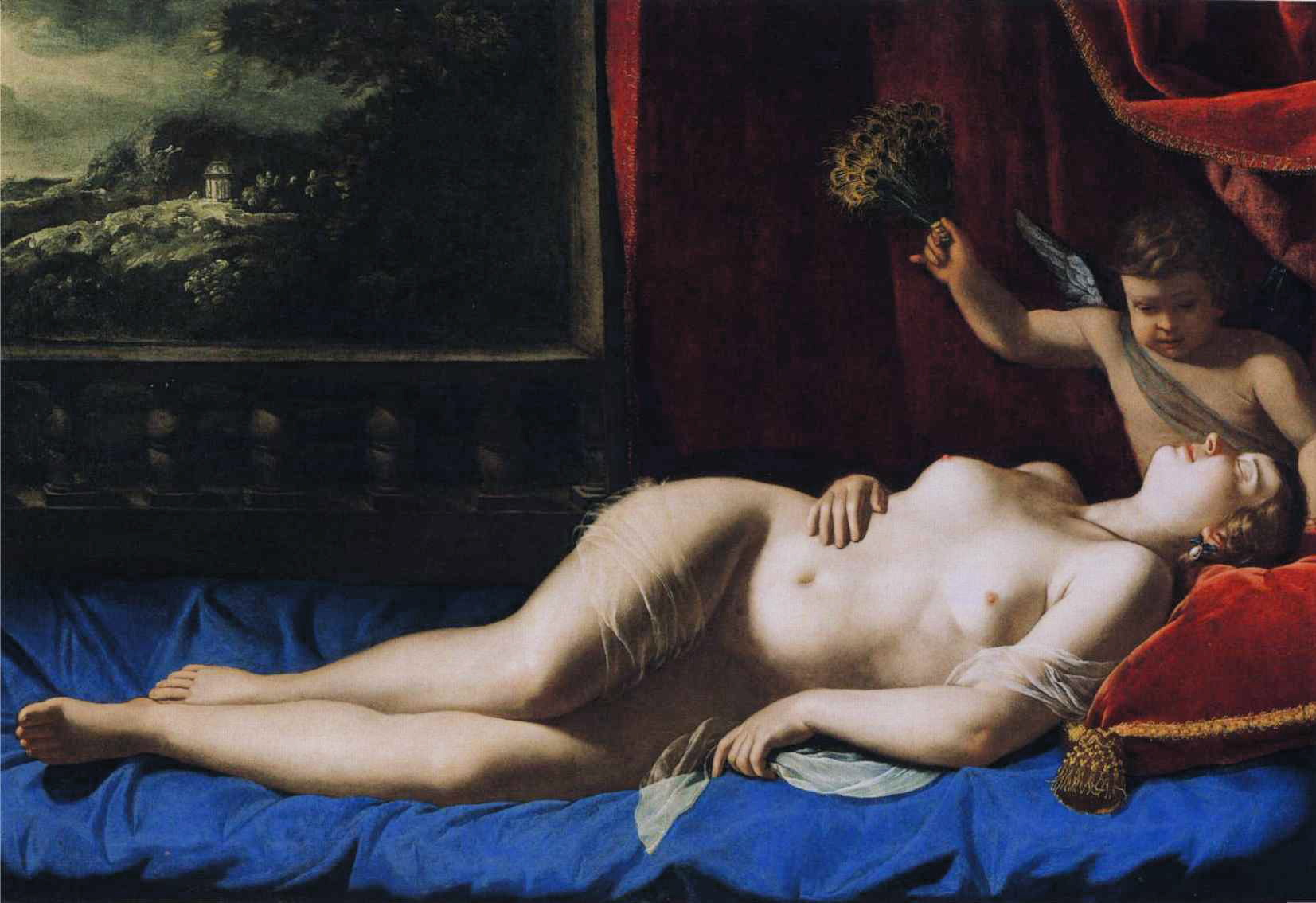
Artemisia Gentileschi, Cupido i Venus
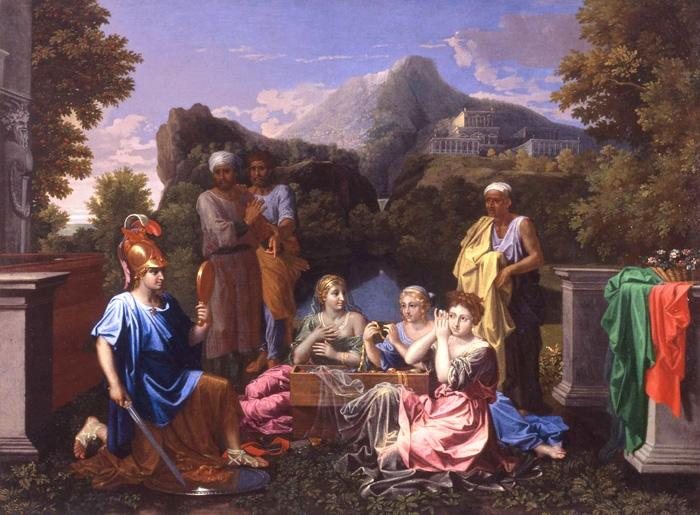
Nicolas Poussin, Aquil·les a Skyros, 1656
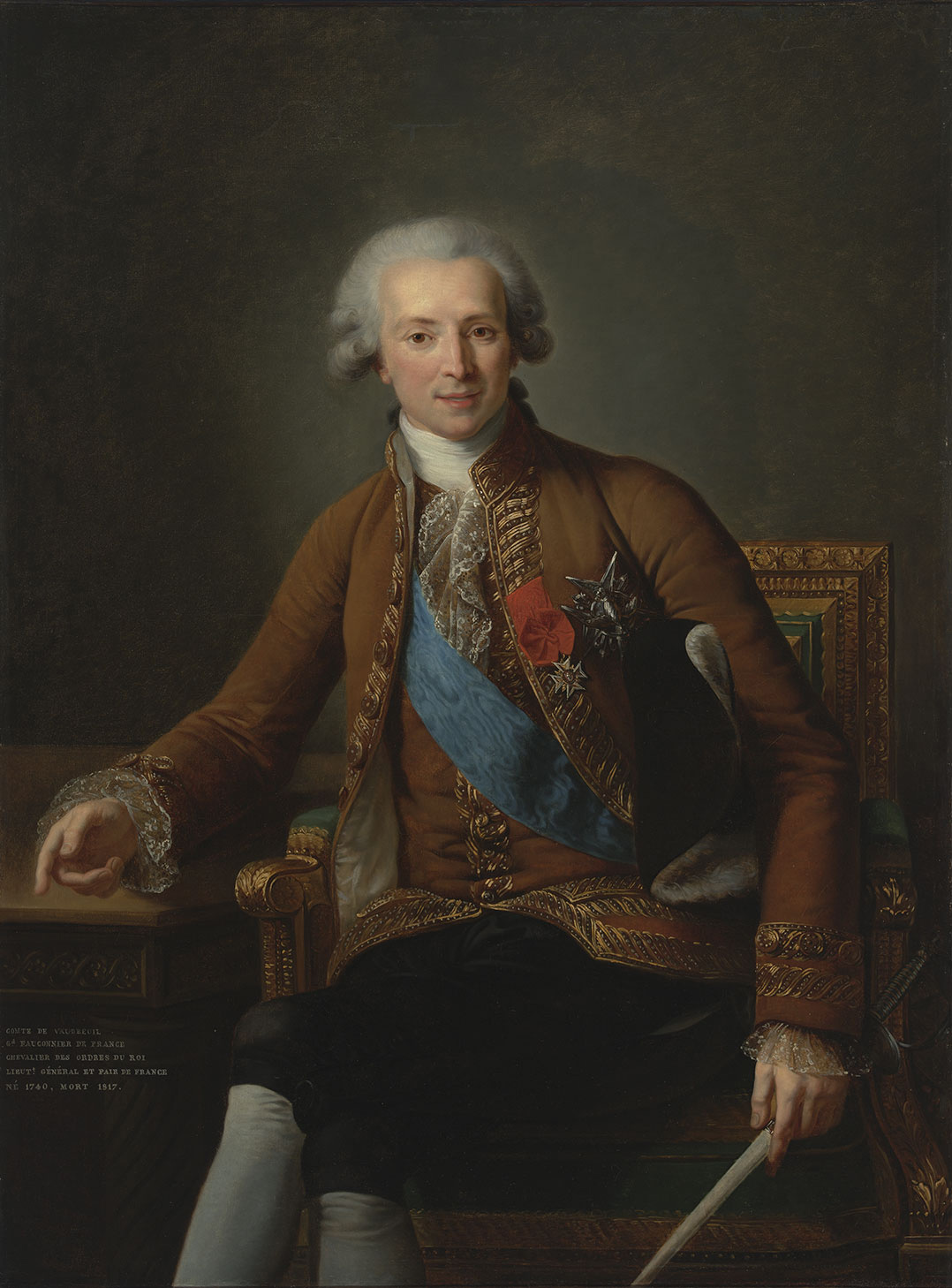
Élisabeth Vigée-Lebrun, Retrat del comte de Vaudreuil, 1784
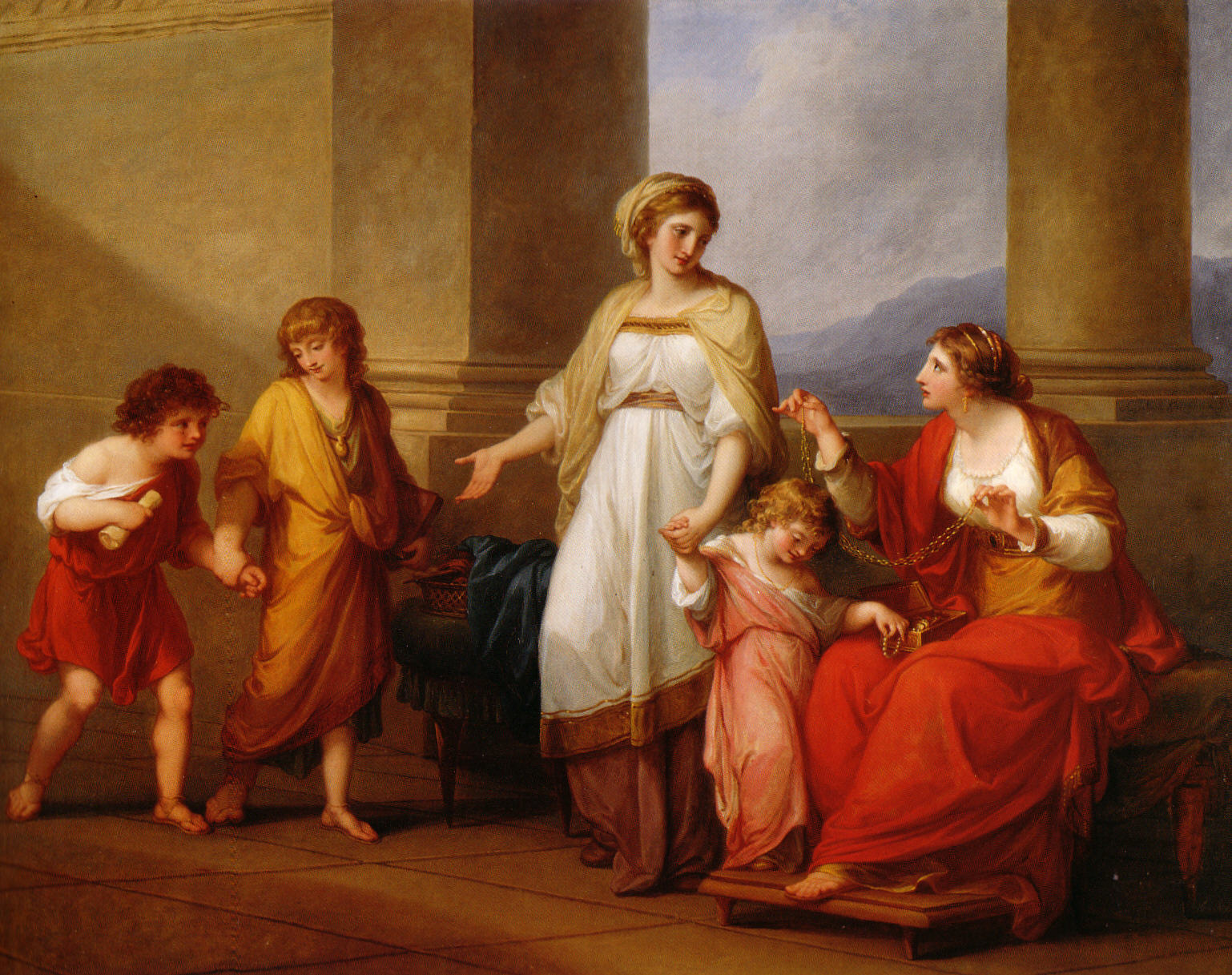
Angelica Kauffmann, Cornelia, Mare Gracchi, 1785
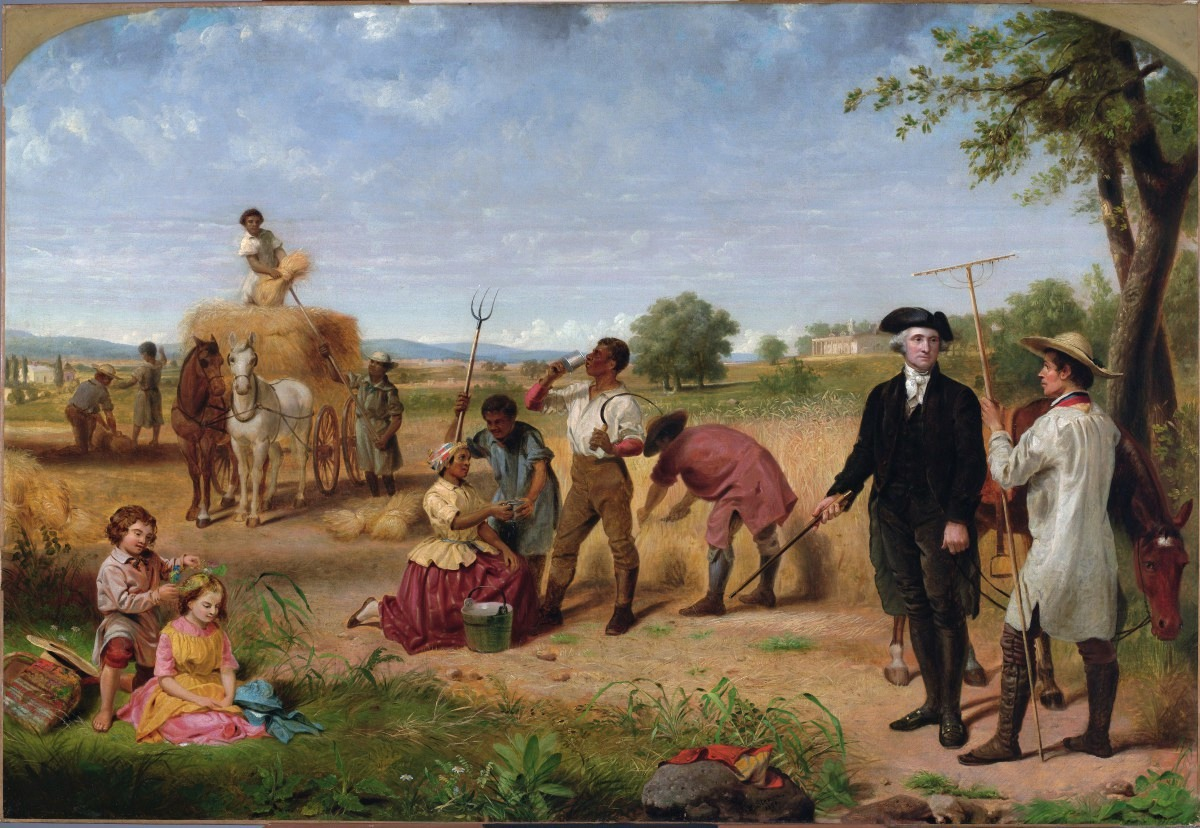
Junius Brutus Stearns, Washington com a agricultor a Mount Vernon, 1851
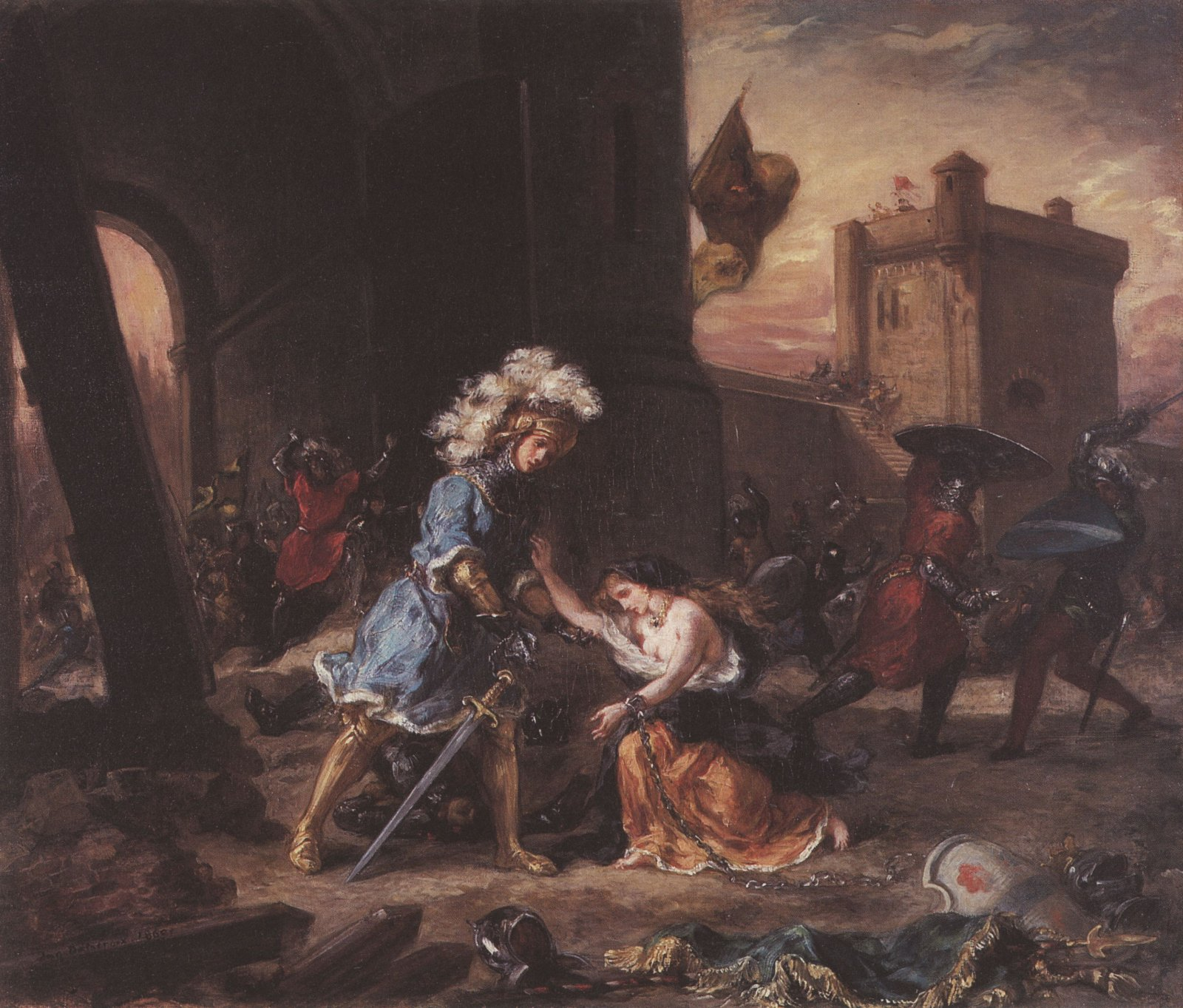
Eugène Delacroix, Amadis lliura la princesa Olga del castell de Galpans, 1860
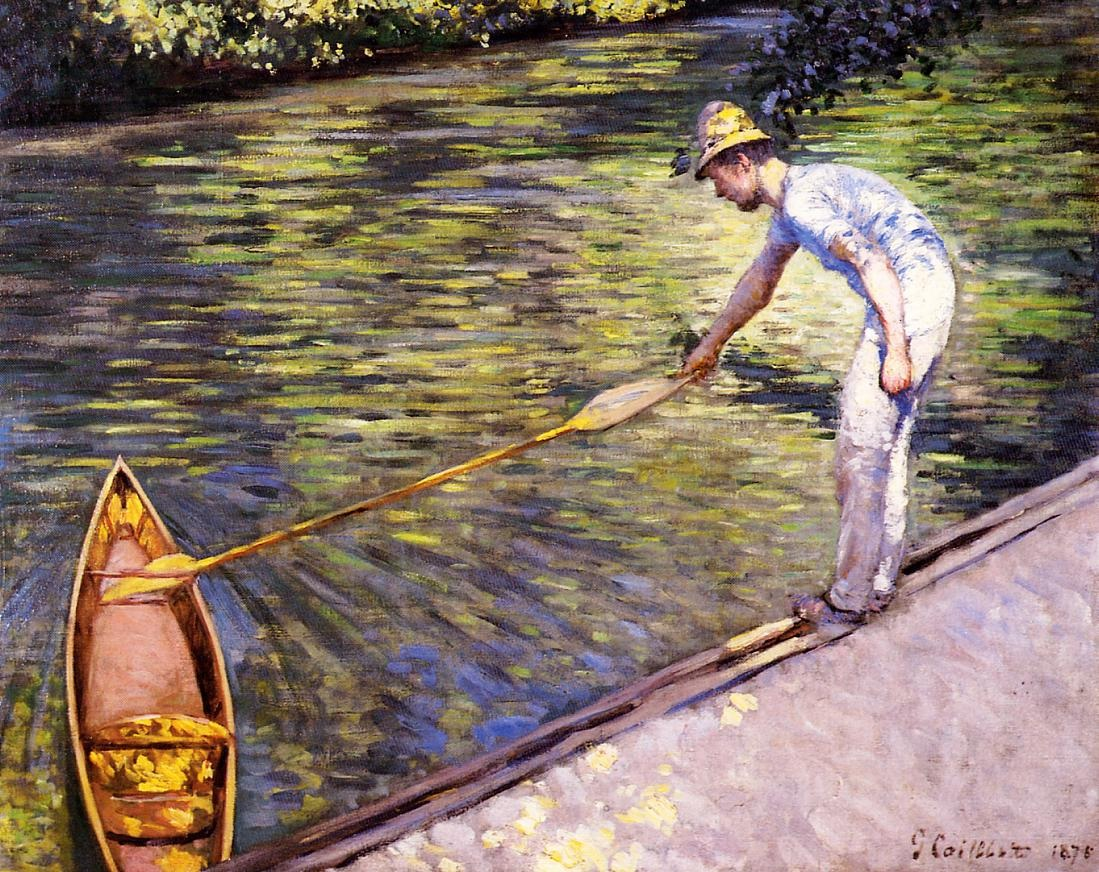
Gustave Caillebotte, Boater, 1878
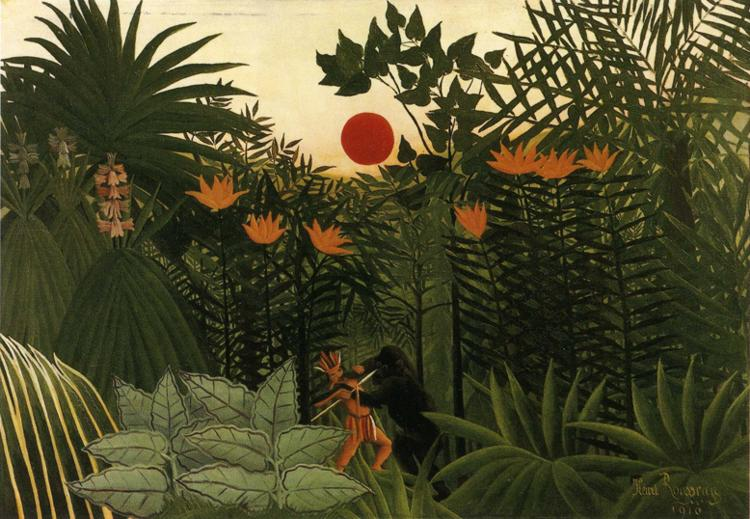
Henri Rousseau, Paisatge tropical: lluita de l'indi i el goril·la, 1910
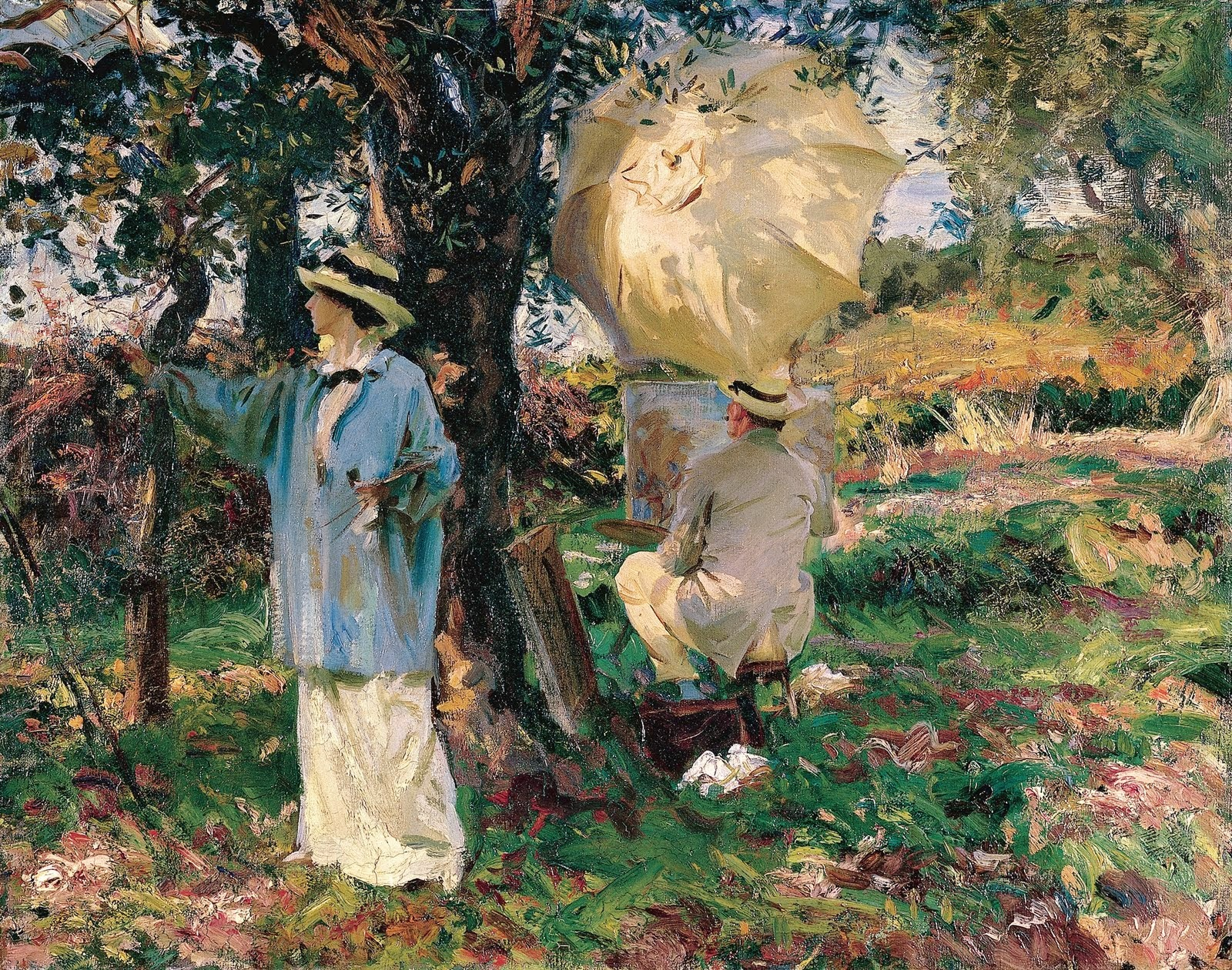
John Singer Sargent, The Sketchers, 1914.
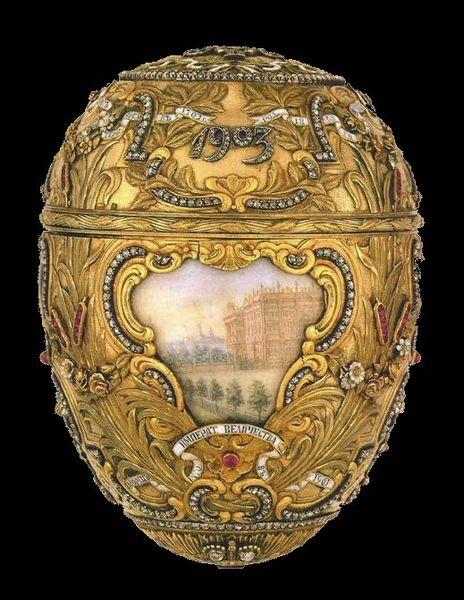
Ou Fabergé de Pere el Gran
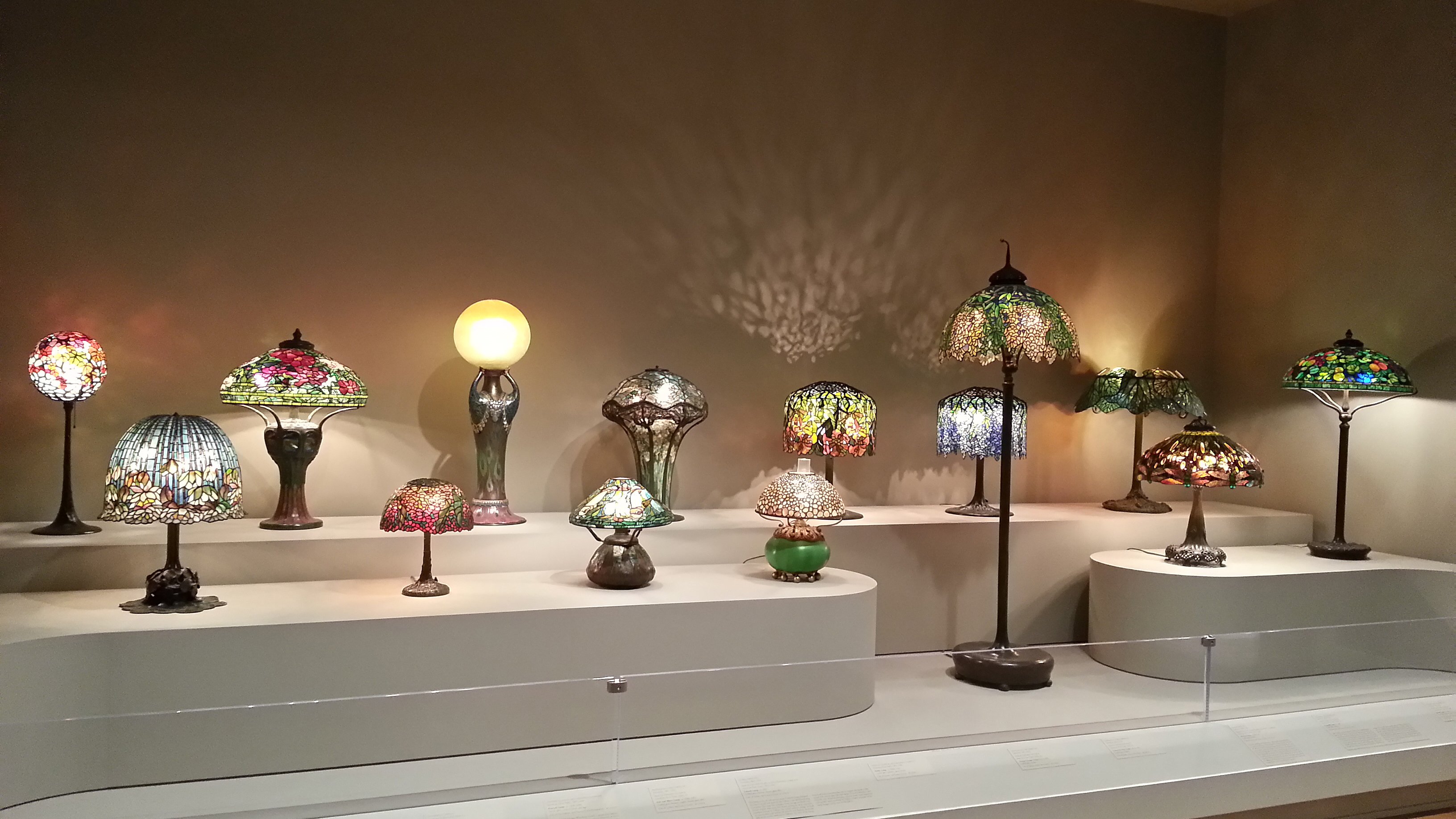
Llums Tiffany